# 岡崎晴夫
岡崎 晴夫（おかざき はるお、1904年3月 - 没年不詳）は、日本の俳優である。本名は川端 淸次（かわばた きよつぐ）。岡崎 春夫と表記に揺れがある。戦前、日活大将軍撮影所の時代劇を中心に活躍した名脇役である。

## 来歴・人物
1904年（昭和37年）3月、京都府京都市上京区大将軍に生まれる、とされている。1928年（昭和3年）に発行された『日本映画俳優名鑑 昭和四年版』（映画世界社）及び1929年（昭和4年）に発行された『日本映画俳優名鑑 昭和五年版』（同社）では、生年は「明治三十六」（1903年）である旨が記されている。また、1998年（平成10年）に発行された『芸能人物事典 明治大正昭和』（日外アソシエーツ）によれば、出生地は京都府相楽郡木津町（現在の同府木津川市木津）の説もあるという。
東京電機学校（現在の東京電機大学）卒業後、日本映画俳優学校に進学する。同学校卒業後は、大阪府にあった文楽座を経て新劇界の舞台を転々としながら宣伝映画に出演する。1925年（大正14年）9月、日活大将軍撮影所に入社し、以後中堅俳優として、翌1926年（大正15年）4月15日に公開された辻吉郎監督映画『修羅八荒 第三篇』など、多数の作品に活躍した。その後、都合により退社して再び舞台俳優として活動する。
1929年（昭和4年）9月、松竹下加茂撮影所に移籍。同年同月20日に公開された伊藤大輔監督映画『斬人斬馬剣』などに出演するが、再び舞台に戻った後、日活太秦撮影所に移籍する。ところが、1937年（昭和12年）8月25日に公開された今井映画製作所製作の下村健二監督映画『怪奇 江戸川乱山』以降の出演作品が見当たらず、以後の消息は不明である。没年不詳。

## 出演作品

### 日活大将軍撮影所
特筆以外、全て製作は「日活大将軍撮影所」、配給は「日活」、全てサイレント映画である。
- 『赤城颪 国定忠次』（『国定忠次』）：監督池田富保、共作尾上プロダクション、1925年12月31日公開 - 三ツ木文蔵
- 『虚無僧』：監督波多野安正、1926年1月22日公開 - 大川左門
- 『修羅八荒 第一篇』：監督高橋寿康、1926年2月15日公開 - 三輪滝太郎
- 『修羅八荒 第二篇』：監督高橋寿康、1926年2月24日公開 - 三輪瀧太郎
- 『実録忠臣蔵 天の巻 地の巻 人の巻』：総指揮池永浩久・中村鶴三、監督池田富保、1926年4月1日公開 - 勝田新左衛門武堯
- 『修羅八荒 第三篇』：監督辻吉郎、1926年4月15日公開 - 三輪滝太郎
- 『義に鳴る虎徹』：監督辻吉郎、1926年7月1日公開 - 手代庄之助
- 『日出づる国の武士』：監督波多野安正、1926年7月14日公開 - 高橋五郎（大橋右門）
- 『修羅八荒 第四篇』：監督辻吉郎、1926年8月29日公開 - 三輪滝太郎
- 『修羅八荒 第五篇』：監督辻吉郎、1926年8月29日公開 - 三輪滝太郎
- 『修羅八荒 最終篇』：監督辻吉郎、1926年8月29日公開 - 三輪滝太郎
- 『新作膝栗毛』：監督中山呑海、1926年9月12日公開 - 早風秀之進
- 『修羅王 前後篇』：監督池田富保、1926年12月31日公開 - 桐田弥四郎
- 『獅子吼』：監督中山呑海、1927年3月20日公開 - 国島善之助
- 『大久保彦左衛門』：監督池田富保、1927年4月15日公開 - 中川清十郎
- 『馬鹿らしき哉』：監督辻吉郎、1927年7月8日公開 - 役名不明
- 『狐火』：監督清瀬英次郎、1927年7月8日公開 - 小島鉄弥
- 『忠次旅日記 信州血笑篇』：監督伊藤大輔、1927年8月14日公開 - 板割の浅太郎
- 『増補改訂忠臣蔵 天の巻 地の巻 人の巻』：監督池田富保、1927年9月1日公開 - 勝田新左衛門武堯
- 『落花の淵』：監督波多野安正、1927年9月8日公開 - 長沼

### 日活太秦撮影所
特筆以外、全て製作は「日活太秦撮影所」、配給は「日活」、全てサイレント映画である。
- 『建国史 尊王攘夷』：総指揮池永浩久、監督池田富保、1927年10月1日公開 - 頼三樹三郎
- 『砂絵呪縛 第二篇』：監督高橋寿康、1927年11月3日公開 - 天目党隊士杉生右門
- 『砂絵呪縛 完結篇』：監督高橋寿康、1927年12月15日公開 - 天目党隊士杉生左門
- 『忠次旅日記 御用篇』：監督伊藤大輔、1927年12月27日公開 - 板割の浅太郎
- 『無宿の大名』：監督若山治、1928年3月1日公開 - 役名不明
- 『江戸三国志 第一篇』：監督志波西果、1928年3月1日公開 - 四ツ目屋新助
- 『続水戸黄門』：総指揮池永浩久、監督池田富保、1928年4月15日公開 - 楠郎党当神宮寺正家
- 『江戸三国志 第二篇』：監督志波西果、1928年5月5日公開 - 四ツ目屋新助
- 『江藤新平』：監督志波西果、1928年6月21日公開 - 中山一郎
- 『新版四谷怪談』：監督伊藤大輔、製作日活大将軍撮影所、1928年7月6日公開 - 佐藤与茂七
- 『江戸三国志 第三篇』：監督志波西果、1928年8月3日公開 - 四ツ目屋新助
- 『残されしもの』：監督吉本清涛、1928年8月26日公開 - 龍三郎
- 『清水次郎長 第一篇 義侠篇』：監督辻吉郎、製作日活大将軍撮影所、1928年9月14日公開 - 増川仙右衛門
- 『維新の京洛』：監督池田富保、1928年9月27日公開 - 杉山松助
- 『清水次郎長 第二篇 血苦笑篇』：監督辻吉郎、製作日活大将軍撮影所、1928年10月19日公開 - 増川仙右衛門
- 『清水次郎長 第三篇 髑髏篇』：監督辻吉郎、製作日活大将軍撮影所、1928年11月16日公開 -増川仙右衛門

### 松竹下加茂撮影所
特筆以外、全て製作は「松竹下加茂撮影所」、配給は「松竹」、全てサイレント映画である。
- 『斬人斬馬剣』：監督伊藤大輔、1929年9月20日公開 - 若者文作
- 『命の灯』：監督城戸四郎、製作市川右太衛門プロダクション、1930年2月1日公開 - 京三郎

### 日活京都撮影所
特筆以外、全て製作は「日活京都撮影所」、配給は「日活」、以降全てトーキーである。
- 『敵討三都錦絵』（戦後改題『愛憎三都錦絵』）：指導監督池田富保、監督児井英男、1935年12月1日公開 - 与力後藤祐作
- 『お旦那半次』：監督尾崎純、1935年12月8日公開 - 手代新之助
- 『栗山大膳』：監督池田富保、1936年11月12日公開 - 松平下総守

### 今井映画製作所
全て製作は「今井映画製作所」、配給は「東宝映画」である。
- 『怪奇 江戸川乱山』：監督下村健二、1937年8月25日公開 - 同心村田